# Снегирёво (Восточно-Казахстанская область)
Снегирево (каз. Снегирево) — село в Зыряновском районе Восточно-Казахстанской области Казахстана. Входит в состав Чапаевского сельского округа. Код КАТО — 634861500.

## Население
В 1999 году население села составляло 395 человек (192 мужчины и 203 женщины). По данным переписи 2009 года, в селе проживало 347 человек (169 мужчин и 178 женщин).